# Forschungs-Informations-System für Mobilität und Verkehr
Das Forschungs-Informations-System für Mobilität und Verkehr (kurz: FIS) ist eine internetbasierte, verkehrswissenschaftliche Plattform, die vom Bundesministerium Verkehr gefördert und herausgegeben wird. Die Inhalte sind für jeden Nutzer kostenfrei zugänglich. Die Texte und Daten werden in der Regel von Fachautoren aus Forschungseinrichtungen eingestellt. Sie dürfen unter Angabe des jeweiligen Autors und einer vollständigen Quellenangabe (inklusive der Nennung des Fördergebers) weiterverwendet werden.

## Entstehung und Entwicklung
Das damalige Bundesministerium für Verkehr, Bau- und Wohnungswesen startete FIS im Jahr 2000 für seine Ressortzuständigkeit in den Bereichen Mobilität, Verkehr, Städtebau, Raumentwicklung und Wohnungswesen. In den ersten Jahren kamen daher auch Themen wie Wohnungsbau, Hochwasserschutz oder Aufbau Ost hinzu. Seit 2005 zielt die Ausrichtung jedoch im Wesentlichen auf das Themenpaar Mobilität und Verkehr ab. 2010 wurde die Seite überarbeitet. Die Inhalte sind seit Anfang 2011 auch ohne vorherige Registrierung zugänglich. Kommentierungen, Downloads und Newsletter-Abonnements bedürfen jedoch weiterhin einer Anmeldung.

## Aufgaben und Ziele
FIS soll Wissen aus verwandten Disziplinen nutzerfreundlich aufbereiten sowie Theorie und Praxis der Verkehrswissenschaft vernetzen. Vormals verstreute Publikationsinhalte und Projektergebnisse werden somit digital bearbeitet, zusammengefügt und aktualisiert. Die Inhalte brauchen laut Herausgeber nicht der Haltung des BMV zu entsprechen. Die Inhalte bieten Fachleuten aus der Verkehrspolitik und -planung eine Informationsgrundlage, sollen darüber hinaus aber auch die interessierte Öffentlichkeit erreichen.

## Inhaltlicher Aufbau
Im Mittelpunkt steht die Verkehrswissenschaft. Daneben werden ökologische sowie gesellschaftliche Rahmenbedingungen des Verkehrs behandelt. Die Inhalte sind in 5 Themenschwerpunkte gegliedert:
1. Verkehrspolitik, -ökonomie und -infrastruktur
2. Personenverkehr, Mobilität und Raum
3. Güterverkehr und Logistik
4. Energie, Umwelt und Klima
5. Verkehrsmanagement und -sicherheit

Die Themen werden mittels Wissenslandkarten grafisch dargestellt und weiter differenziert.
Weitere Sortierungskategorien lauten Synthesebericht, Review, Publikation, Projekt, Rechtsvorschrift, Statistik, Glossar und Körperschaft. Sie sind durch farbige Symbole kenntlich gemacht.

## Beteiligte Institutionen
Die inhaltliche Redaktion liegt bei Gernot Liedtke vom Deutschen Zentrum für Luft- und Raumfahrt. Die inhaltlichen Beiträge stammen unter anderem von Einzelautoren der folgenden Einrichtungen:
- Bauhaus-Universität Weimar
- Institut für Klimaschutz, Energie und Mobilität
- Karlsruher Institut für Technologie
- Technische Universität Dresden
- Technische Universität Hamburg
- Universität Duisburg-Essen